# Миллион способов потерять голову
«Миллион способов потерять голову» (англ. A Million Ways to Die in the West, буквально — «Миллион способов умереть на Западе») — комедийный вестерн режиссёра и исполнителя главной роли Сета Макфарлейна по сценарию Макфарлейна, Алека Салкина и Уэллесли Уайлда. Также в фильме снимаются Шарлиз Терон, Ивен Джонс, Аманда Сейфрид, Лиам Нисон, Джованни Рибизи, Нил Патрик Харрис и Сара Сильверман. Премьера в США состоялась 30 мая 2014 года, в России — 10 июля 2014.

## Сюжет
От трусливого фермера-овцевода Альберта (Сет Макфарлейн), которому не хватает мужества, уходит его девушка (Аманда Сейфрид) к другому мужчине из-за того, что он отказался от дуэли. Вскоре Альберт встречает таинственную красивую женщину (Шарлиз Терон), в которую он влюбляется и которая помогает ему обрести храбрость и уверенность в себе. Вскоре фермеру приходится пройти проверку мужества, так как в город приезжает известный бандит (Лиам Нисон) — муж его новой возлюбленной.

## В ролях
| Актёр             | Роль                |
| ----------------- | ------------------- |
| Сет Макфарлейн    | Альберт Старк       |
| Шарлиз Терон      | Анна Барнс-Лезервуд |
| Аманда Сейфрид    | Луиза               |
| Лиам Нисон        | Клинч Лезервуд      |
| Джованни Рибизи   | Эдвард              |
| Нил Патрик Харрис | Фой                 |
| Сара Сильверман   | Руфь                |
| Билл Мар          | ведущий вечеринки   |
| Уэс Стьюди        | Кочиз               |
| Ивен Джонс        | Льюис               |
| Рекс Линн         | шериф / рассказчик  |
| Ральф Гарман      | Дэн                 |
| Дэннис Хэскинс    | Монтгомери          |
| Кристофер Ллойд   | Эмметт Браун        |
| Джейми Фокс       | Джанго Фримен       |
| Райан Рейнольдс   | камео               |
| Кейли Куоко       | девушка в магазине  |
| Юэн Макгрегор     | камео               |

## Создание
Идея фильма возникла из шутки, родившейся между Сетом МакФарлейном и его соавторами по сериалу «Гриффины» и фильму «Третий лишний» Алеком Салкином и Уэллесли Уайлдом во время просмотра фильма «Вздёрни их повыше».
Им пришло в голову, что эра Дикого Запада сильно романтизирована в американском кинематографе, несмотря на то что жизнь жителя фронтира в те времена была весьма унылой и зачастую опасной. Это натолкнуло их на мысль создать фильм в жанре «комического вестерна».
Известный своими изобилующими аллюзиями телевизионными проектами, Сет МакФарлейн не сделал исключения и в этом фильме. Так, например, в одном из эпизодов главный герой застаёт в амбаре доктора Брауна из фильма «Назад в будущее 3», ремонтирующего DeLorean.
Впервые о фильме было объявлено 3 декабря 2012 года.
30 января 2013 стало известно, что в фильме снимется Шарлиз Терон, а 11 февраля 2013 — Аманда Сейфрид.
6 марта 2013 было объявлено, что Лиам Нисон и Джованни Рибизи присоединились к актёрскому составу. Нисон согласился сыграть роль Клинча Лизервуда при условии, что его персонаж будет разговаривать с сильным ирландским акцентом, и Сет МакФарлейн это одобрил.
18 марта 2013 стало известно, что Сара Сильверман сыграет в фильме проститутку.
10 мая 2013 было объявлено, что фильм будет совместно финансироваться Universal Pictures и Media Rights Capital.
Съёмки начались в начале мая 2013 в Нью-Мексико.
9 августа 2013 года режиссёр сообщил в твиттере об окончании съёмок.
В начале января 2014 года в сети появилось первое промофото грядущего релиза.

## Книга
В марте 2013 года вышел одноимённый роман Сета МакФарлейна, написанный им по мотивам сценария фильма. По словам автора, он занялся написанием книги «от нечего делать» во время съёмок в Санта-Фе.